# Stanisław Zagórski (poseł)
Stanisław Zagórski (ur. 4 kwietnia 1895 w Częstochowie, zm. 24 listopada 1976) – polski nauczyciel, poseł na Sejm Ustawodawczy (1947–1952).

## Życiorys
Ukończył Wyższy Kurs Nauczycielski, po czym podjął pracę jako pedagog, kontynuując jednocześnie naukę na Wydziale Historii Uniwersytetu Warszawskiego (w latach 20.). Podczas I wojny światowej zatrudniony jako nauczyciel w Modlinie, w Polsce międzywojennej pracował w Warszawie oraz Łodzi, gdzie był dyrektorem szkoły powszechnej. W czasie II wojny światowej znalazł się na terenie Mszczonowa, gdzie prowadził tajną działalność edukacyjną. Był związany z konspiracyjnym SD.
Po zakończeniu wojny osiedlił się na stałe w Łodzi. Działając w łódzkich strukturach SD, sprawował mandat członka Miejskiej Rady Narodowej. W 1947 został posłem z okręgu Łódź. Pracował w Komisjach: Oświatowej, Skarbowo-Budżetowej i Zdrowia.
Na początku lat 50. był wizytatorem w Biurze Pełnomocnika Rządu do Walki z Analfabetyzmem (pracował na Kujawach i Pomorzu Gdańskim), później kontynuował pracę pedagoga w Łodzi.
W latach 70. XX w. dyrektor XIII Liceum Ogólnokształcącego im. Marii Piotrowiczowej w Łodzi.
Pochowany na Starym Cmentarzu w Łodzi w części rzymskokatolickiej.

## Odznaczenia
- Krzyż Kawalerski Orderu Odrodzenia Polski[2]